# Mannheimer Symmetrie

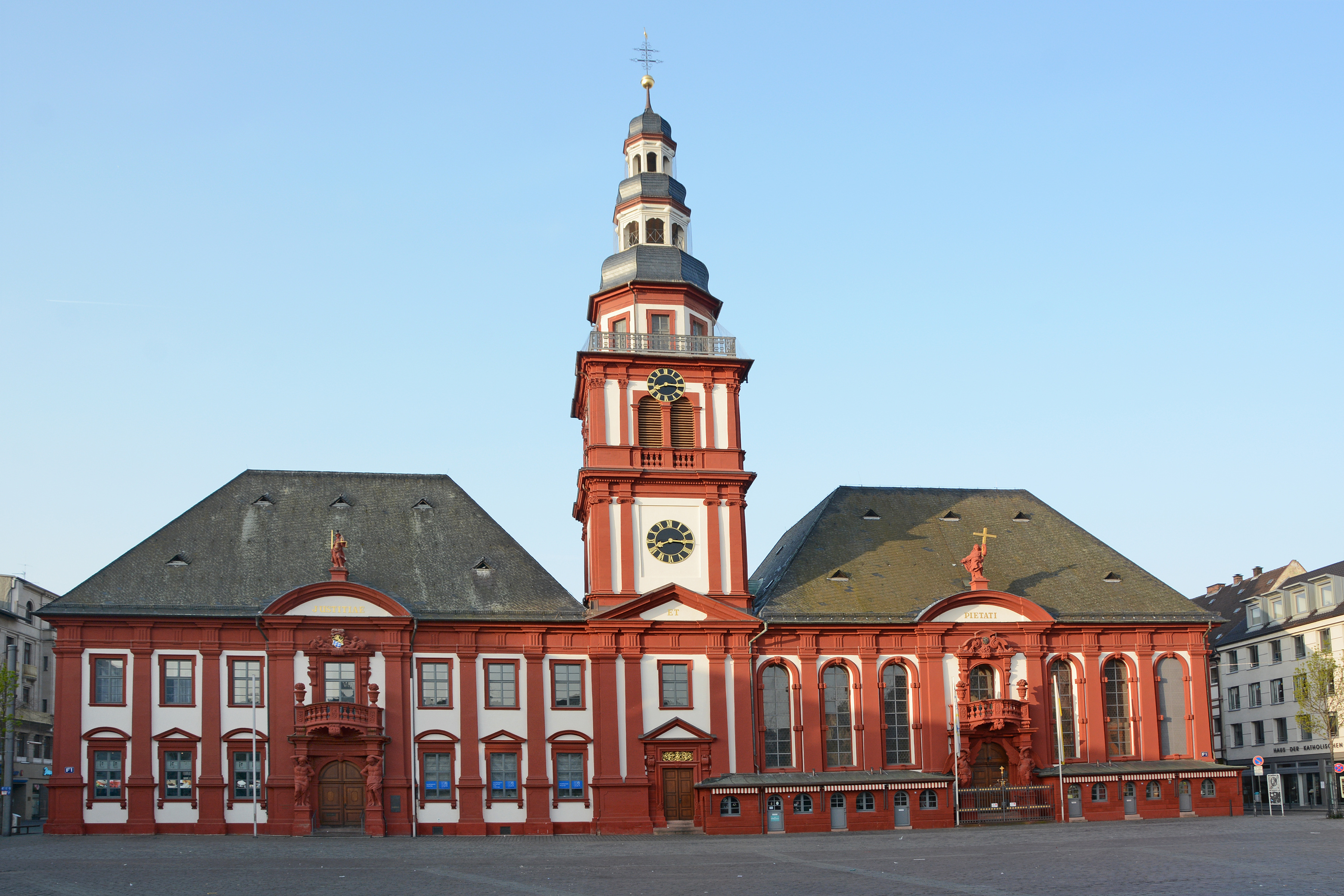
Altes Rathaus und Kirche St. Sebastian am Marktplatz

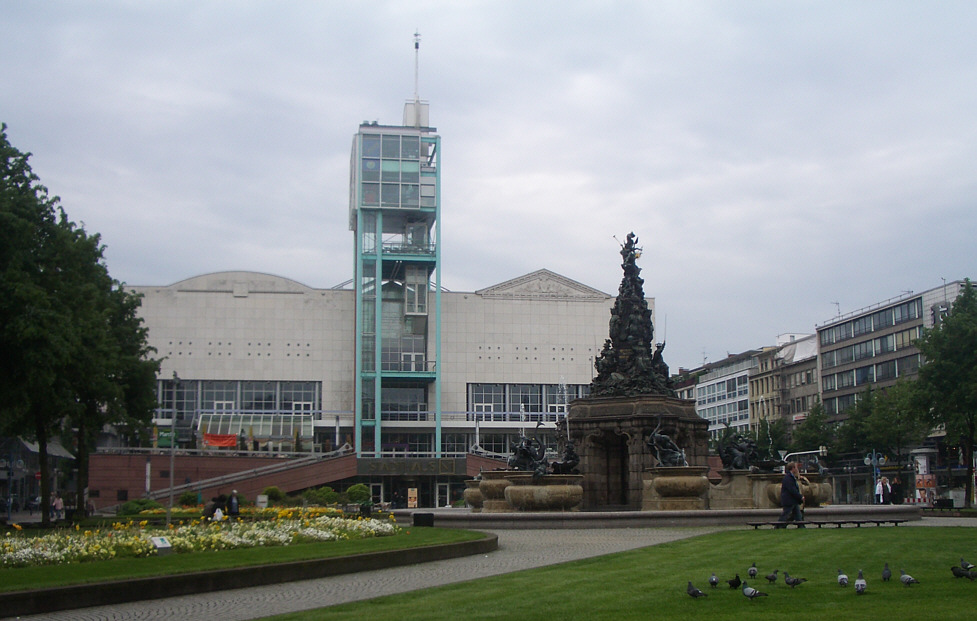
Stadthaus am Paradeplatz

Mannheimer Symmetrie ist ein Begriff aus der Kunstgeschichte und bezieht sich auf den Mannheimer Bautypus der so genannten Mittelturmfassade. Sie geht zurück auf den Plan für die Mannheimer Konkordienkirche des pfälzischen Oberbaudirektor Johann Peter Wachter aus dem Jahr 1684, deren Grundstein am 13. Oktober 1685 gelegt wurde. Am 21. März 1689 wurde die Kirche im Pfälzischen Erbfolgekrieg gesprengt.
Bauten mit dieser Mittelturmfassade sind mehrere Doppelflügelgebäude in den Mannheimer Quadraten:
1. Die Konkordienkirche mit einem zentralen Turm und ursprünglich zwei gleich großen Kirchengebäuden. Nach wechselvoller Geschichte wurde 1914 die Symmetrie wiederhergestellt. Heute ist in dem einen Gebäudeteil eine Schule, in dem anderen eine Kirche untergebracht.
2. Das Rathaus und die katholische St.-Sebastian-Kirche am Marktplatz mit gleichen Walmdächern und einen gemeinsamen Turm.
3. Das Stadthaus am Paradeplatz mit einem zentralen Aufzug an der Stelle eines zentralen Turms. Dieses versucht die Architektur des Kaufhauses von 1745 an gleicher Stelle aufzunehmen, das im Zweiten Weltkrieg wesentlich beschädigt und später abgerissen wurde.

Außerdem greift der Kaufhof an den Planken die Symmetrie des gegenüber liegenden Stadthauses auf.

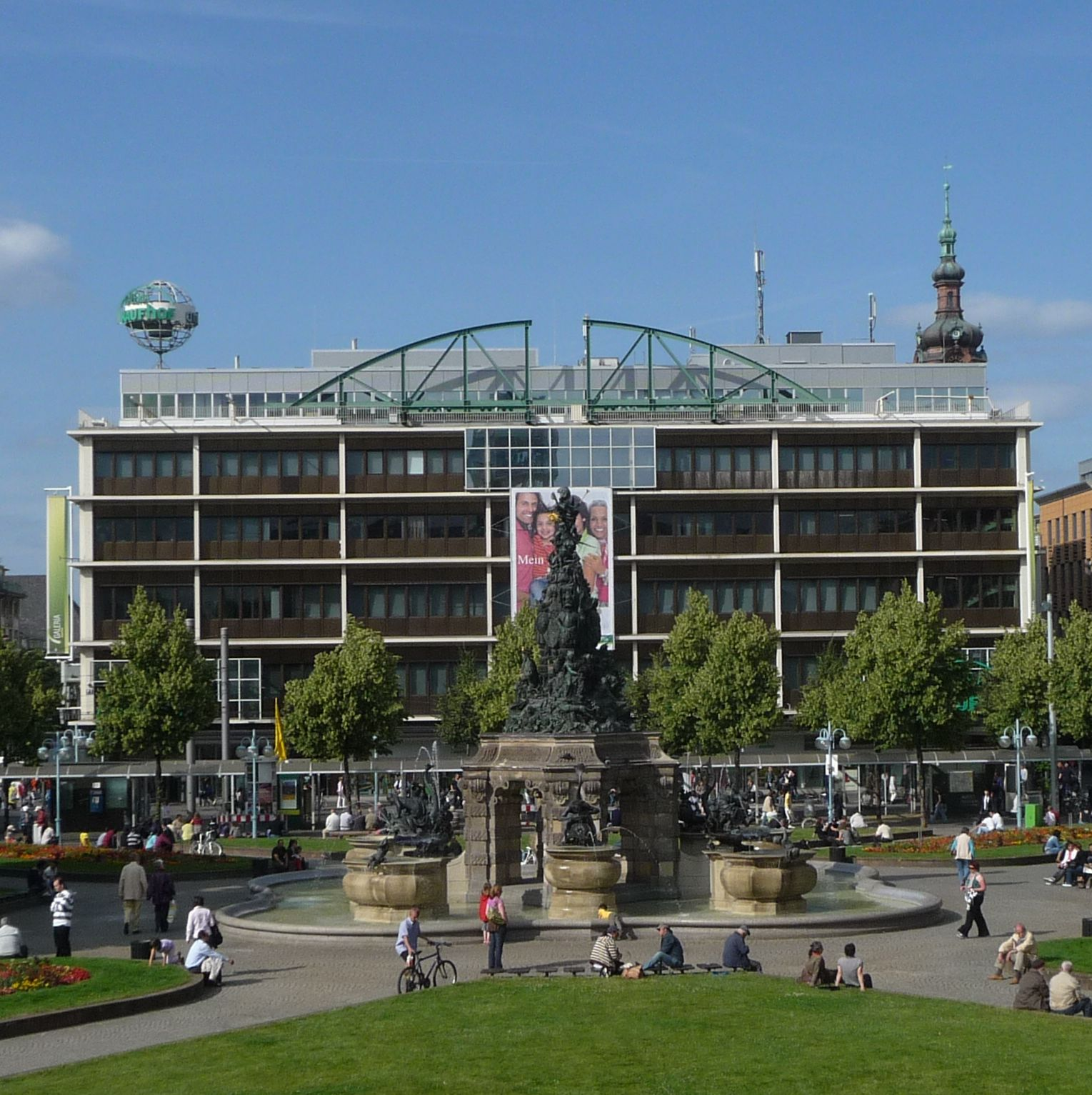
Kaufhof als Spiegelbild des Stadthauses

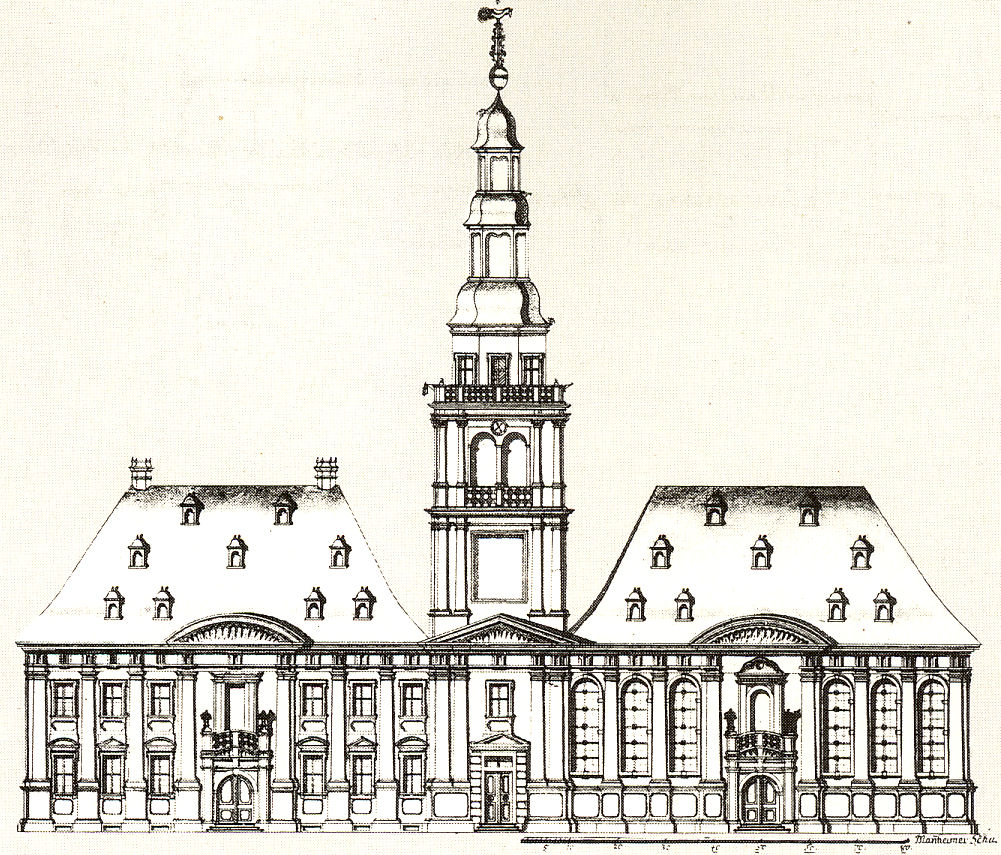
Rathaus und Sebastiankirche (1764)
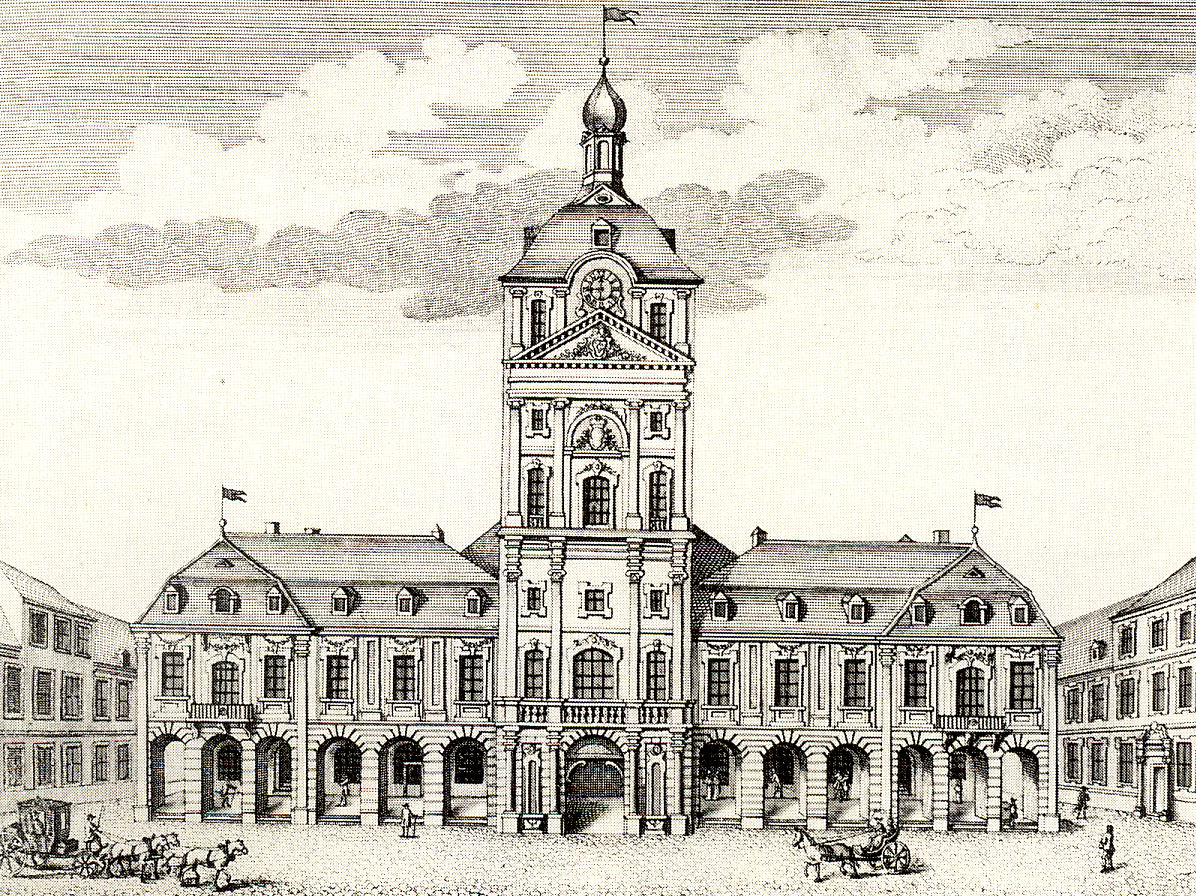
Altes Kaufhaus am Paradeplatz
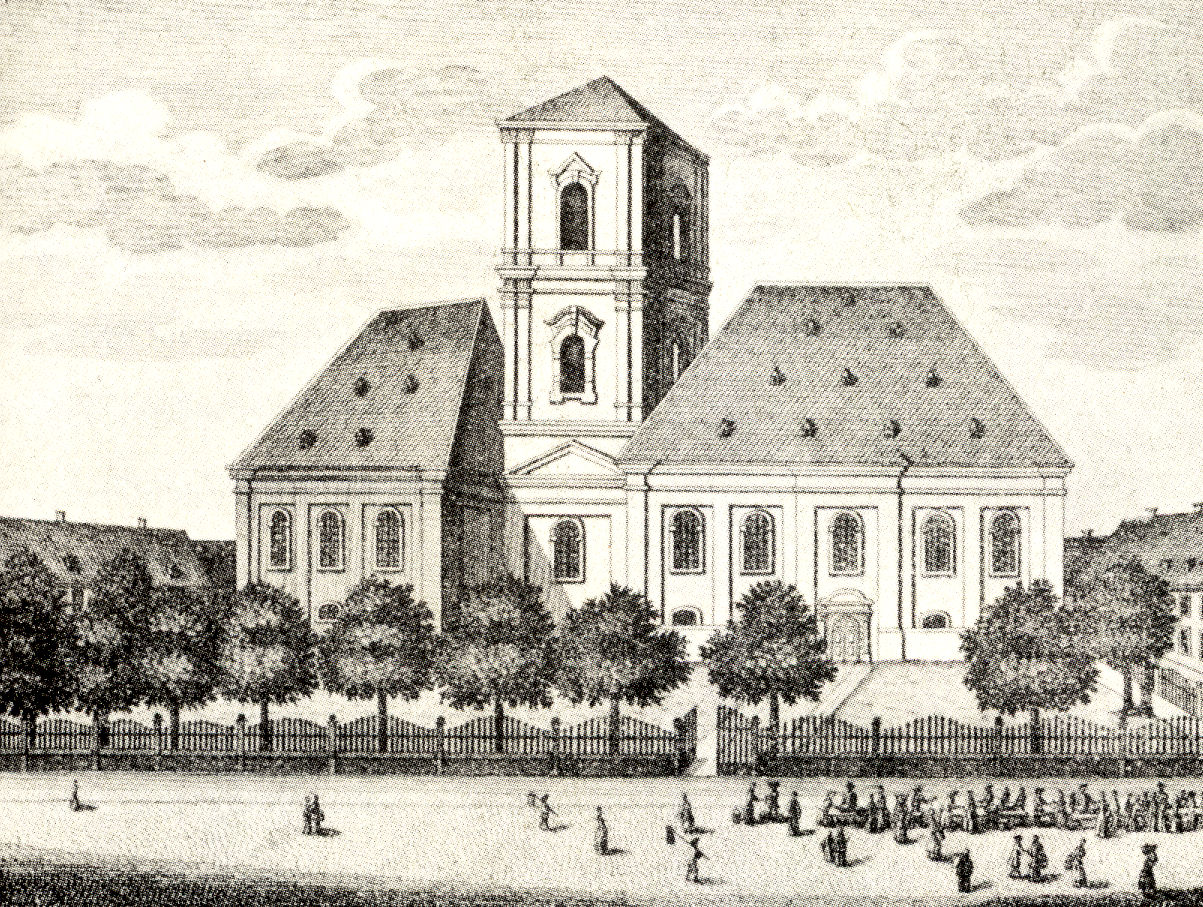
Konkordienkirche 1782